# Lausitz

Lage der Lausitz in Mitteleuropa

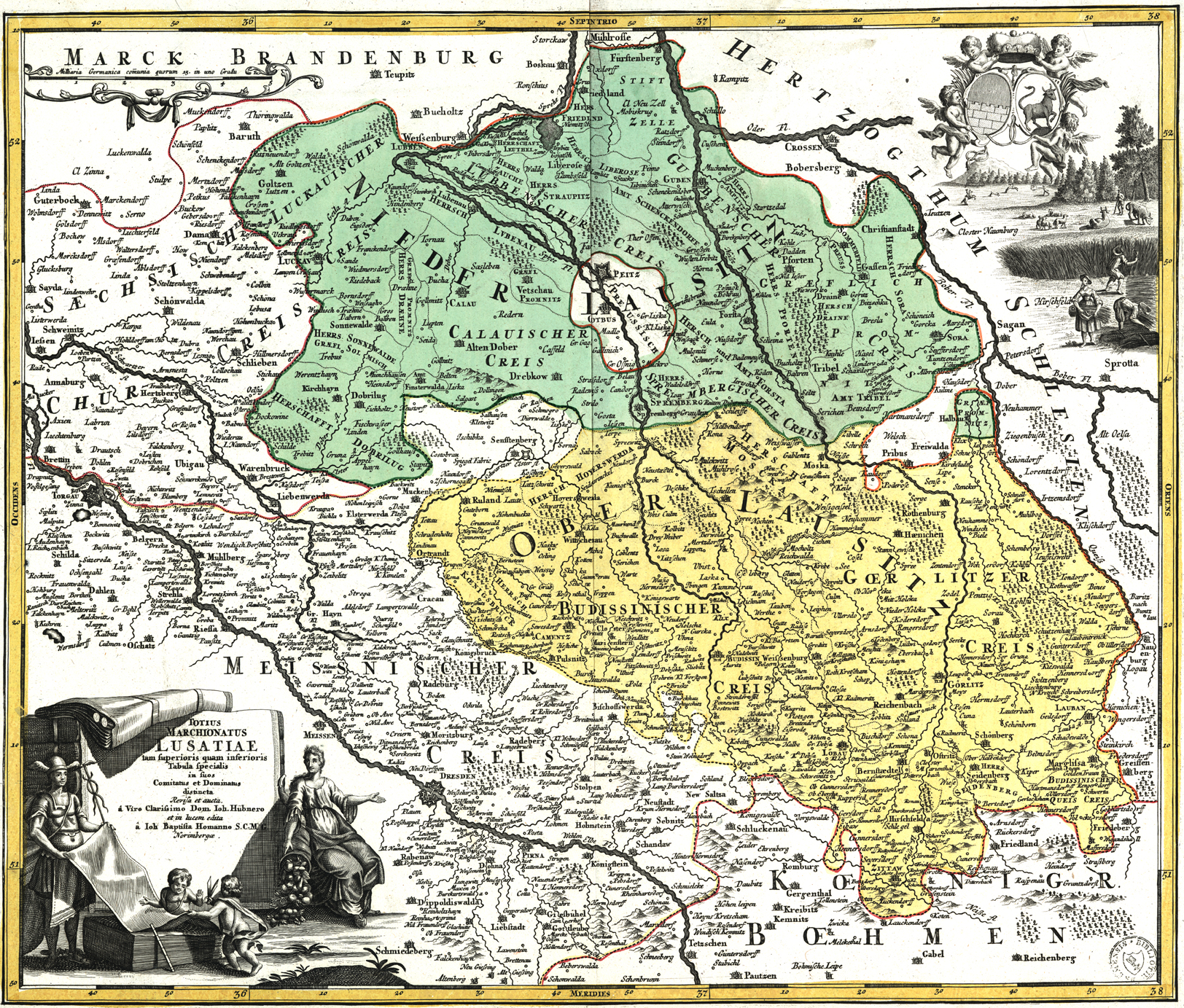
Historische Karte der Nieder- und Oberlausitz

Die Lausitz (von sorbisch łuža, etwa „sumpfige, feuchte Wiesen“; niedersorbisch Łužyca, obersorbisch Łužica, polnisch Łużyce, tschechisch Lužice) ist eine Region in Deutschland und Polen. Sie umfasst den Süden Brandenburgs und den Osten des Freistaates Sachsen sowie Teile der polnischen Woiwodschaften Niederschlesien und Lebus und besteht aus den historischen Regionen der Niederlausitz im Norden und der Oberlausitz im Süden. Heute bildet der Spreewald den nördlichsten Teil der Niederlausitz; ursprünglich reichte sie bis zum Berliner Müggelsee. Vom Lausitzer Gebirge gehört nur der deutsche Teil, der als Zittauer Gebirge bekannt ist, zur Lausitz, nicht aber der tschechische Teil. Die Lausitzer Neiße bildet heute die Grenze zwischen dem deutschen und dem polnischen Teil der Lausitz. In der lateinischen Form Lusatia sowie in allen anderen Exonymen außer dem Neuhochdeutschen hat sich das ursprüngliche sorbische „u“ statt „au“ erhalten.

## Basisdaten
Die Lausitz bedeckt eine Fläche von etwa 13.000 km² und hat rund 1,3 Mio. Einwohner, davon etwa 350.000 in Polen. In Sachsen zählen zur Oberlausitz der Landkreis Görlitz sowie der größte Teil des Landkreises Bautzen (dessen Stadt Lauta die einzige Niederlausitzer Ortschaft in Sachsen ist). In Brandenburg gehört der Süden des Landkreises Oberspreewald-Lausitz zur Oberlausitz. Zur brandenburgischen Niederlausitz gehören der größte Teil des Landkreises Oberspreewald-Lausitz (bis auf zwei Gemeinden im äußersten Südwesten) und der Landkreis Spree-Neiße, Teile der Landkreise Elbe-Elster, Dahme-Spreewald und Oder-Spree sowie die kreisfreie Stadt Cottbus. In Polen zählen die Landkreise Zgorzelec und Lubań in der Woiwodschaft Niederschlesien zur Oberlausitz sowie der Landkreis Żary und Teile der Landkreise Żagań und Krosno in der Woiwodschaft Lebus zur Niederlausitz; Teile der Gemeinde Przewóz im Landkreis Żary gehören zur Oberlausitz.

## Geographie

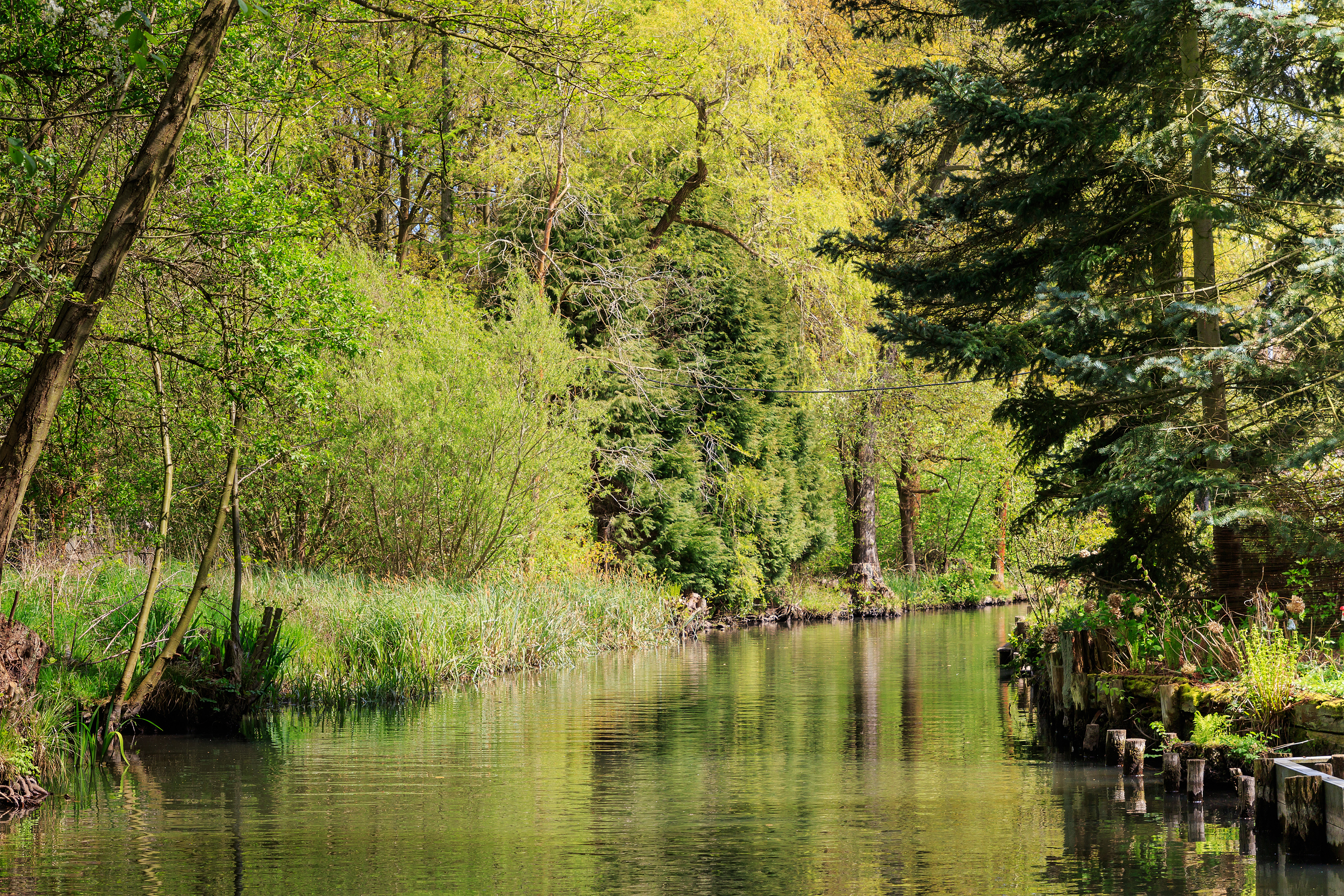
Ein Fließ im Spreewald

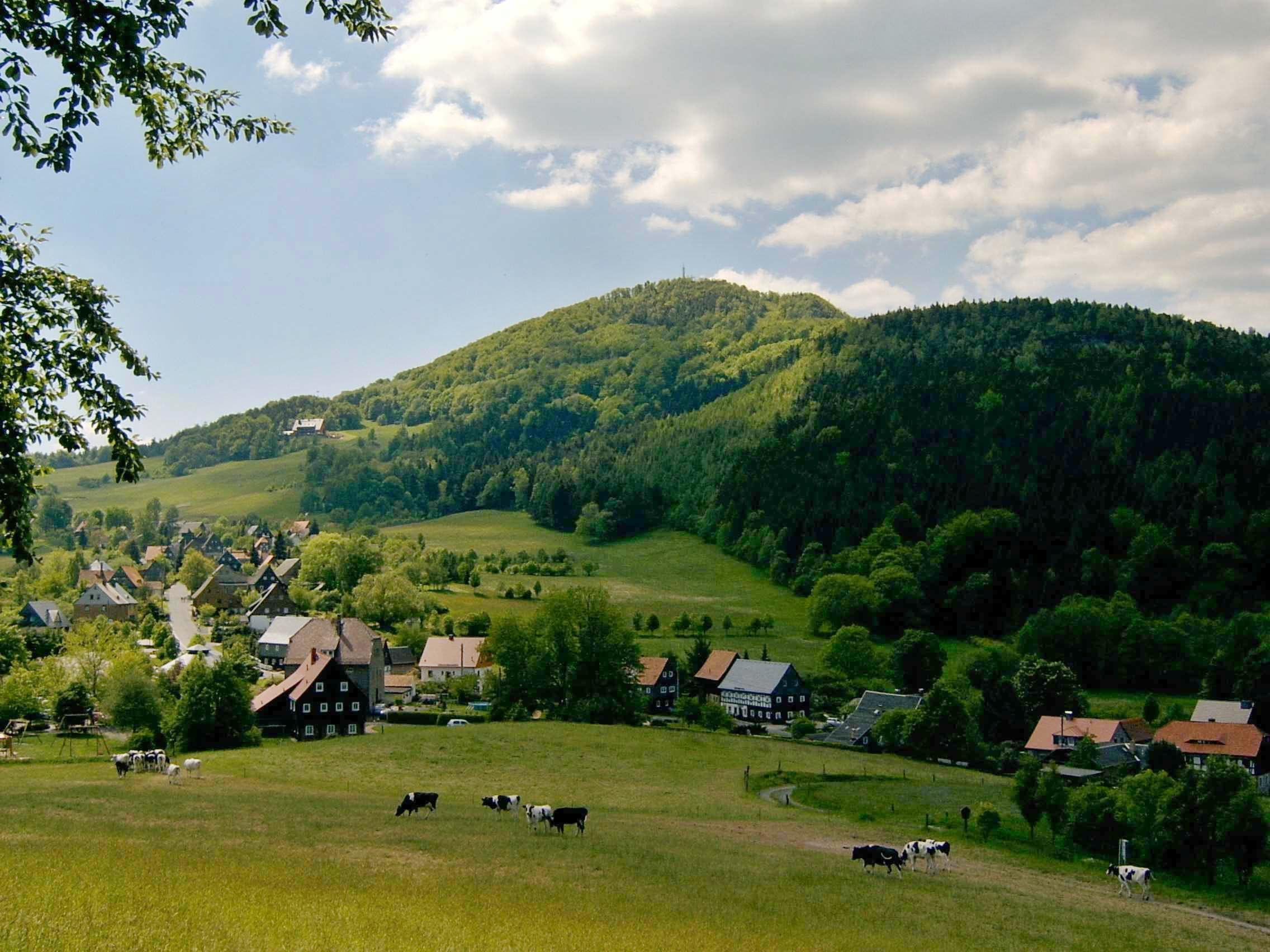
Die Lausche – höchste Erhebung des Zittauer Gebirges

Die Lausitz unterteilt sich in zwei landschaftlich völlig unterschiedliche Teile, die Ober- und Niederlausitz.

### Niederlausitz
Die Niederlausitz wird im Nordwesten durch den Fläming und im Westen durch die Schwarze Elster begrenzt, im Osten reicht sie bis nach Polen. Die östliche Grenze ist dort in etwa der Bober. Nördlichster Punkt ist Eisenhüttenstadt. Die Niederlausitz ist größtenteils ein Tiefland, das ursprünglich von ausgedehnten Mooren, Bruchwäldern und Buchen-Eichenwäldern bedeckt war. Im 19. Jahrhundert wurden verbreitet Kiefernforste angepflanzt.

### Oberlausitz
Die Grenze zwischen Ober- und Niederlausitz bzw. die nördliche Grenze der Oberlausitz verläuft nahezu entlang einer Linie Hoyerswerda – Weißwasser und deckt sich dann nahezu mit dem Verlauf der Schwarzen Elster.
Die westliche Grenze der Oberlausitz bildet in etwa die Bundesautobahn 13 zwischen Ruhland und Dresden, die östliche Grenze ist der Fluss Queis in Polen. Die Oberlausitz zeigt ein ganz anderes Landschaftsbild als die Niederlausitz, sie führt vom Oberlausitzer Heideland nördlich von Kamenz, Bautzen und Görlitz über das Oberlausitzer Gefilde sowie dem Oberlausitzer Bergland (etwa südlich der Linie Bischofswerda – Löbau) bis hoch zum Lausitzer Gebirge mit dem Zittauer und dem Jeschkengebirge. Daran schließt sich das Isergebirge (höchste Erhebung: Tafelfichte, 1124 m ü. NN) in Tschechien an, welches nicht mehr zur Lausitz hinzugezählt wird.
Der westliche Bereich der ehemaligen Kreise Hoyerswerda, Kamenz und Bischofswerda wird ungeachtet seiner Zugehörigkeit zur Oberlausitz auch als Westlausitz bezeichnet.

### Naturräume
Landschaften bzw. Naturräume der Lausitz sind der Spreewald, Oberlausitzer Heide- und Teichlandschaft, Lausitzer Becken- und Heideland, Oberlausitzer Heideland, Oberlausitzer Bergland, Westlausitzer Hügel- und Bergland einschließlich Dresdner Heide, Sächsisch-Böhmisches Kreidesandsteingebiet mit dem dazugehörigen Zittauer Gebirge. Auf tschechischer Seite schließt sich das Lausitzer Gebirge an. Seit Beginn der 1990er Jahre entsteht durch die Rekultivierung des Lausitzer Braunkohlereviers das Lausitzer Seenland als Bergbaufolgelandschaft.

#### Naturparks
Ausgewiesene Naturparks sind der Naturpark Niederlausitzer Heidelandschaft, der Naturpark Niederlausitzer Landrücken und das Zittauer Gebirge.

### Klima
Das Klima in der Niederlausitz, einer der niederschlagsärmsten Regionen in Deutschland, unterscheidet sich deutlich vom Klima in der Oberlausitz, wo durchschnittlich deutlich mehr Niederschläge fallen (siehe auch Cottbus#Klima und Zittau#Klima).

## Städte der Lausitz

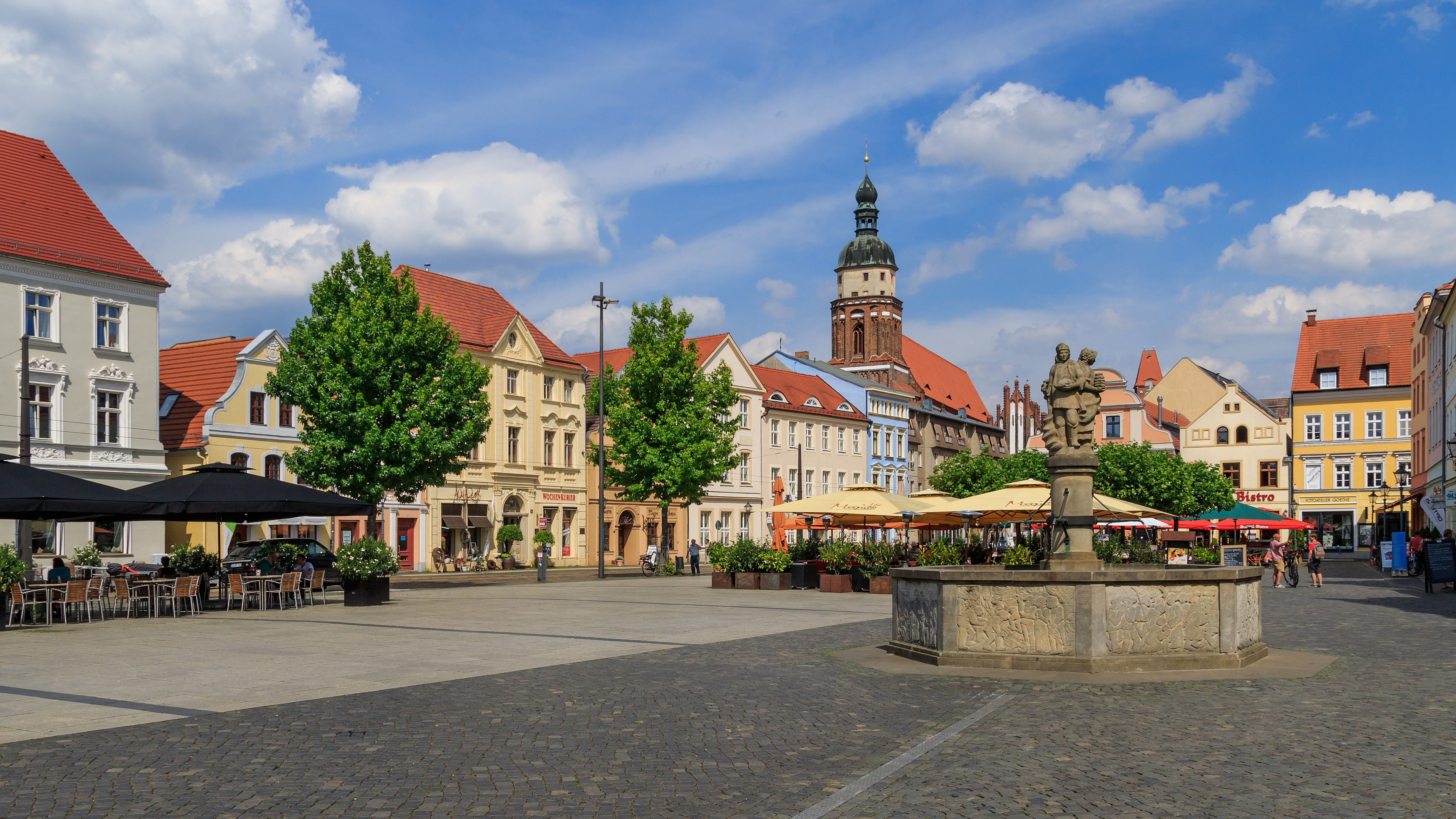
Altmarkt in Cottbus

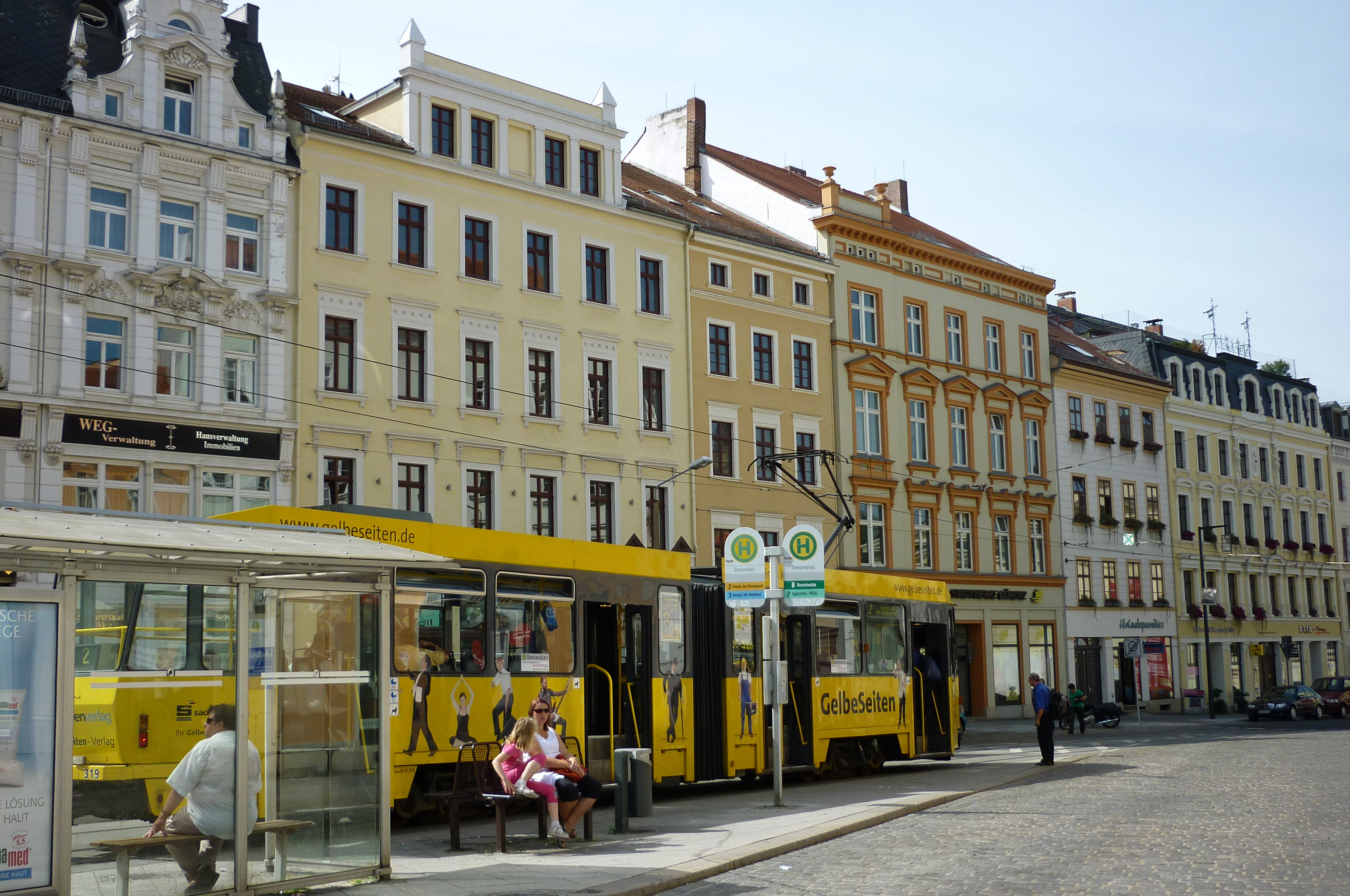
In Cottbus und Görlitz verkehren innerstädtisch Straßenbahnen

Hauptorte der Niederlausitz sind Cottbus (sorbisch Chóśebuz), Calau (Kalawa), Eisenhüttenstadt (ehemaliges Fürstenberg bzw. Stalinstadt), Guben (Gubin), Forst (Baršć), das historische Verwaltungszentrum des Markgraftums Niederlausitz Lübben (Spreewald) (Lubin), Lübbenau/Spreewald (Lubnjow), Luckau (Łukow), Finsterwalde (Grabin), Senftenberg (Zły Komorow), Spremberg (Grodk) und Vetschau/Spreewald (Wětošow) sowie im polnischen Teil Żary (Sorau; Žarow).
Für die Oberlausitz sind die Sechsstädte Bautzen (Budyšin) als Verwaltungszentrum, Görlitz (Zhorjelc; der polnische Teil heißt Zgorzelec) als größte Stadt, Lubań (Lauban), Zittau (Žitawa), Löbau (Lubij) und Kamenz (Kamjenc) bedeutend, des Weiteren auch Bischofswerda (Biskopicy), Niesky (Niska), Hoyerswerda (Wojerecy), Weißwasser/O.L. (Běła Woda) und Bad Muskau (Mužakow). In der Oberlausitz sind auch die im südlichen Teil gelegenen Städte und Dörfer mit ihrem reichen architektonischen Schatz an historischen Umgebindehäusern interessant, u. a. Ebersbach-Neugersdorf, Großschönau, Wehrsdorf, Sohland an der Spree, Taubenheim/Spree und Obercunnersdorf.

## Bevölkerung und Sprache

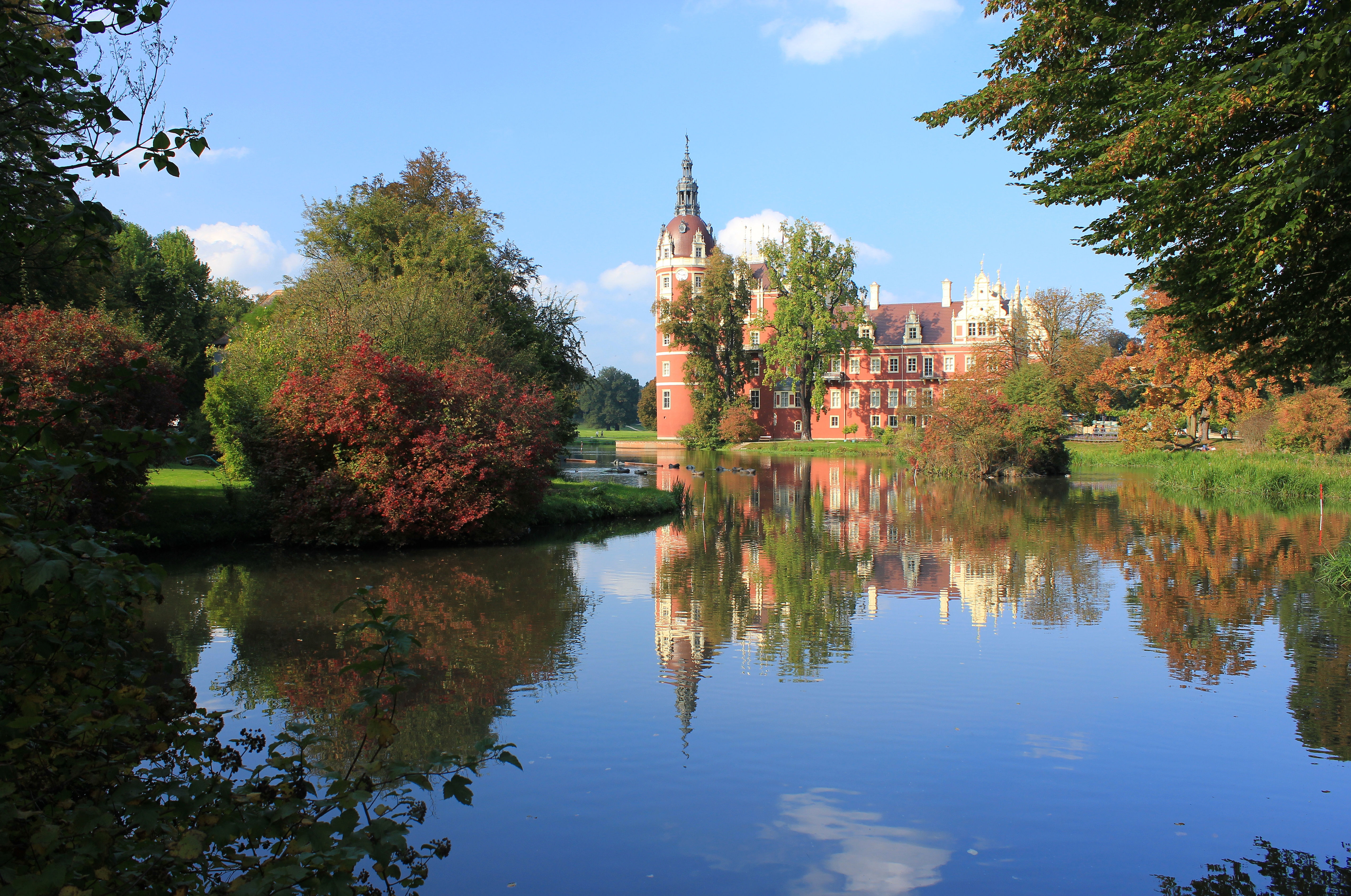
Fürst-Pückler-Landschaftspark

In der Frühphase der Völkerwanderungszeit wanderten germanische Hermunduren in die Lausitz ein und assimilierten die dortige Vorbevölkerung. Sie wanderten zur Zeit der großen Völkerwanderung zum großen Teil nach Thüringen ab. Der Rest der germanischen Bevölkerung vermischte sich mit den neu hinzukommenden slawischen Sorben, die die nunmehr nur noch dünn besiedelten Gebiete in Besitz nahmen.
Die Frage, ob die Lausitz von deutscher oder slawischer Seite christianisiert wurde, ist umstritten.
Nach der ersten deutschen Eroberung im 10. Jahrhundert blieb die slawische Bevölkerung in der Lausitz wohnen; nach der zweiten, endgültigen Angliederung an das ostfränkische Reich 1031 (Frieden von Bautzen mit Polen) kam es ab dem 12. Jahrhundert langsam zur Ansiedlung deutscher Siedler, vor allem dort, wo Platz war, also im Lausitzer Bergland und in freien Gefildestellen. Getragen von der slawischen Bevölkerung, erlebte der Landesausbau eine Konjunktur, was zu einem starken Anwachsen der slawischen Bevölkerung führte. Es kam zu häufiger Vermischung der Bevölkerung, und so ist das heutige Siedlungsbild entstanden.
Die Gebirgsgebiete sind fast durchgängig deutsch besiedelt. Die deutsche Bevölkerung ist in der Oberlausitz überwiegend thüringischer, meißnischer und fränkischer, in der Niederlausitz überwiegend niedersächsischer Herkunft. Das Gefilde ist ein gemischtnationaler Raum. Vor allem auf dem Lande außerhalb von Bautzen und Cottbus stellten die Sorben bis ins 20. Jahrhundert die Mehrheit der Bevölkerung und somit einen wesentlichen Bestandteil der Lausitzer Tradition und Identität. Im Laufe des späten 19. und 20. Jahrhunderts gerieten sie vor allem durch Assimilation und Sprachwechsel hin zum Deutschen in die Minderheit; Mehrheitsgebiete gibt es heute nur noch im Raum nordwestlich von Bautzen (Gemeinden am Klosterwasser), wobei ein großer Teil der Lausitz dennoch zum offiziell anerkannten sorbischen Siedlungsgebiet zählt.
Kriegsbedingt musste die Lausitz einen großen Bevölkerungsandrang vor allem aus Schlesien verkraften, welcher etwa ein Drittel der Gesamtbevölkerung ausmachte und weiter zur sprachlichen Assimilation der Sorben beitrug. Durch die verstärkte Industrialisierung der Nieder- und Oberlausitz in den Jahren von 1955 bis 1989 verzeichneten die Räume Cottbus, Hoyerswerda, Weißwasser, Guben, Eisenhüttenstadt und Senftenberg ein rasantes Bevölkerungswachstum. Insbesondere Fachkräfte aus Mecklenburg, dem Erzgebirge und Thüringen wurden sesshaft. Die Umstrukturierung der Industrie nach dem Ende der DDR führte in der gesamten Lausitz zu einer Abwanderung vieler Einwohner.
Die sorbische Sprache ist trotz allem bis heute im Alltag dieser Regionen präsent (sorbische Kultureinrichtungen und Schulen, zweisprachige Straßen- und Ortsschilder, Rundfunk usw.). Sie wird unterschieden in Niedersorbisch und Obersorbisch. Der Gebrauch des Sorbischen ist seit der zweiten Hälfte des 19. Jahrhunderts allerdings stark zurückgegangen, sei es aufgrund von Industrialisierung (Braunkohletagebau) und der damit verbundenen Zuwanderung vieler Deutschsprachiger seit dem Anfang des 20. Jahrhunderts, wegen der deutschnationalen Politik von Staat und evangelischer Kirche v. a. im Kaiserreich und unter nationalsozialistischer Herrschaft sowie durch natürliche Assimilationsfaktoren. Die (deutschen) Lausitzischen Dialekte kommen in mehreren Varianten vor.

### Sagen
Die Lausitz ist reich an Sagen und Mythen. So gibt es mehrere Sagenbücher über die Lausitz mit mehreren Hundert Sagen. Eine Auswahl sind Die Sage vom Wundervogel auf der Lausche, vom Kottmar, von Krabat, Martin Pumphut und über Lutken und Querxe.

## Wirtschaft

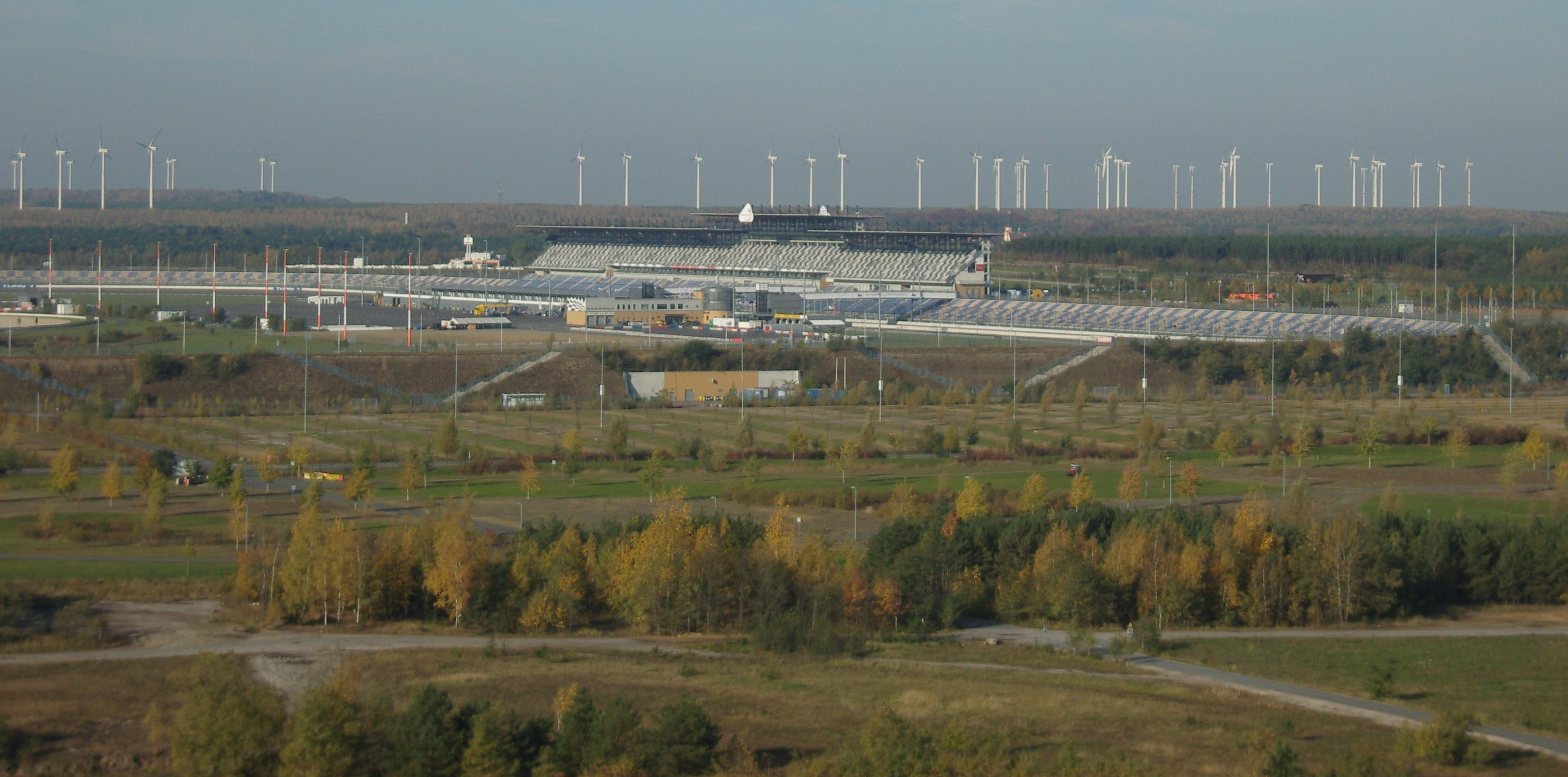
Lausitzring EuroSpeedway Lausitz mit dem Windpark Klettwitz

### Unternehmen
Internationale Unternehmen sind für die Lausitzer Wirtschaft strukturbestimmend. Dabei spielen der Braunkohletagebau, die Energieerzeugung, die Stahlindustrie, die chemische Industrie, der Maschinen-, Anlagen- und Fahrzeugbau sowie die Industrieforschung eine besondere Rolle. Für das gesamte Bundesgebiet bedeutend ist die weiter wachsende Erzeugung von Elektroenergie in der Lausitz; der Anteil an der deutschen Erzeugerleistung lag 2018 bei 10 Prozent.
Die Lausitz gilt im Vergleich als strukturschwach. Der Direktionsbezirk Dresden, der neben dem Ballungsraum Dresden die Oberlausitz umfasst, erreicht im europäischen BIP-Vergleich einen Indexwert von 87,7 (EU-27-Durchschnitt entspricht 100), während Dresden allein einen Wert von etwa 121 erreicht. Die Lausitz bestimmte damit in der Wirtschaftspolitik der Europäischen Union auch die Förderwürdigkeit von Dresden, andererseits erschwert seit der EU-Osterweiterung nun Dresden die Förderfähigkeit der südlichen Lausitz. Je nach Abgrenzung reicht die Westlausitz selbst auch bis nach Dresden hinein.
Die Niederlausitz wird der wesentlich weitflächigeren nicht-administrativen NUTS-Region Brandenburg-Südwest zugeordnet, die auch Potsdam und den Fläming umfasst.
Große Unternehmensniederlassungen (Stand 06/2010):
- Lausitz Energie Bergbau AG (Cottbus/Brandenburg), 8000 Beschäftigte[6]
- ArcelorMittal Eisenhüttenstadt (Eisenhüttenstadt/Brandenburg), 3000 Beschäftigte
- BASF (Schwarzheide/Brandenburg), 2100 Beschäftigte
- Deutsche Bahn AG (Niederlassung Cottbus/Brandenburg), 2000 Beschäftigte
- Bombardier Transportation (Bautzen/Sachsen), 900 Beschäftigte und (Görlitz/Sachsen), 1300 Beschäftigte
- Bertelsmann Group (Cottbus/Brandenburg), 700 Beschäftigte
- Tenova TAKRAF (Lauchhammer/Brandenburg), 600 Beschäftigte
- Siemens Turbinenwerk (Görlitz/Sachsen), 600 Beschäftigte
- Vestas (Lauchhammer/Brandenburg), 500 Beschäftigte
- Kjellberg Finsterwalde (Finsterwalde/Brandenburg), 450 Beschäftigte
- Antolin Massen GmbH (Finsterwalde/Brandenburg), 300 Beschäftigte

Daneben existieren in der Ober- und Niederlausitz neue mittelständische Technologie-Unternehmen, die auf internationalen Märkten zunehmend erfolgreich sind.
Der Waggonbau ist seit über 160 Jahren Bestandteil der Lausitz. In den Waggonbaufabriken in Görlitz, in Bautzen und in Niesky werden Reisezugwagen, Straßenbahnen und Güterwagen produziert. Dazu gehören z. B. Doppelstockwagen der Deutschen Bahn, die früheren Schnelltriebwagen Bauart Hamburg und der Bauart Görlitz, Berliner S-Bahnwagen, der ICE-T, Niederflurgelenktriebwagen der Straßenbahn in Dresden und viele Güterwagen. Im Frühjahr 2026 soll der Waggonbau Görlitz die Produktion auf Rüstungsgüter umstellen. Im AW Cottbus der Deutschen Bahn erfolgt die Instandhaltung von Lokomotiven sowie seit 2024 von ICE-4-Zügen.
Traditionell stark ist der Dienstleistungssektor in dem Bereich Tourismus im Zittauer Gebirge und im Spreewald. Überregionale Bedeutung hat auch die Lebensmittelindustrie (Spreewälder Gurken, Bautz’ner Senf, Cottbuser Mayonnaise, Liebesperlen, Fürst-Pückler-Eis).
Die öffentliche Verwaltung in der Lausitz beschränkt sich auf hoheitliche Aufgaben für Berlin, Brandenburg und Sachsen. Verwaltungs- bzw. Strafverfolgungsaufgaben für das gesamte Bundesgebiet nehmen folgende Einrichtungen wahr:
- Tierseuchenkassen-Rechenzentrum Cottbus
- Schwerpunktstaatsanwaltschaft Internetkriminalität Cottbus

### Energie und Rohstoffe

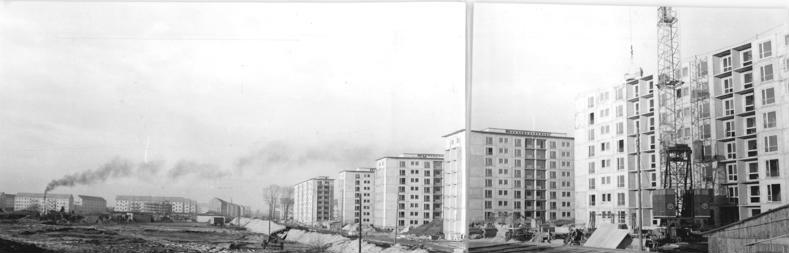
Die für das Kohlekombinat gebaute Neustadt von Hoyerswerda, heute stark zurückgebaut

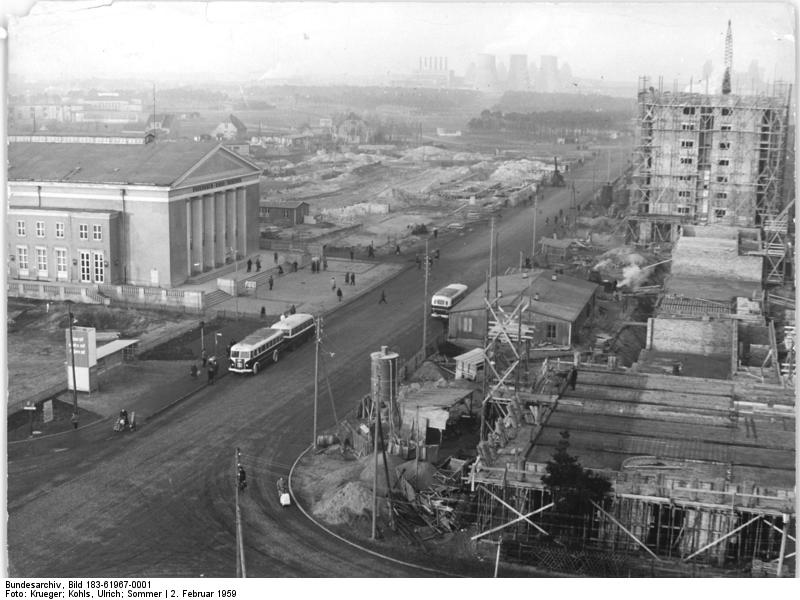
Bau von Eisenhüttenstadt

In einer Kupferlagerstätte zwischen Spremberg, Graustein und Schleife sollten ab 2017 aus einer Tiefe von mehr als 1000 Metern Kupfererz mit einem Anteil von etwa 20 Prozent Gold, Silber, Zink, Blei, Platin und andere Mineralien gefördert werden. Die Ergiebigkeit der Lagerstätte soll etwa 15 Tonnen Gold und etwa 1,5 Millionen Tonnen Kupfer betragen.
In der Lausitz waren und sind mehrere Braunkohle-Großkraftwerke in Betrieb. Das Kraftwerk Jänschwalde ist das drittgrößte gemessen an der elektrischen Leistung in Deutschland. Liste von Kohlekraftwerken in der Lausitz:
- Kraftwerk Jänschwalde 3.000 MW
- Kraftwerk Boxberg 3.520 MW, heute 2.575 MW
- Kraftwerk Schwarze Pumpe 1.600 MW
- Kraftwerk Hagenwerder 1.500 MW, abgerissen
- Kraftwerk Lübbenau 1.300 MW, abgerissen
- Kraftwerk Vetschau 1.200 MW, abgerissen
- Kraftwerk Trattendorf 160 MW, 450 MW, abgerissen
- Kraftwerk Hirschfelde 330 MW, abgerissen
- Kraftwerk Sonne Freienhufen ehemals mit Brikettfabrik, 66 MW Ersatzbrennstoffkraftwerk[7]
- Kraftwerk Plessa 54 MW, „Erlebniskraftwerk“

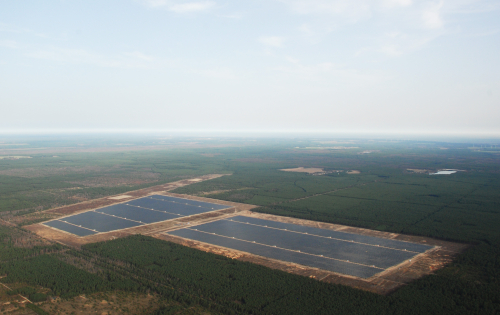
Solarpark Lieberose

An Solarkraftwerken aus Photovoltaikanlagen befinden sich in der Lausitz der Solarpark Finsterwalde (82 MW), der Solarpark Lieberose (52 MW) und der Solarpark Senftenberg (78 MW). Zusammen mit dem bis jetzt größten Solarkraftwerk Finowfurt (84 MW) im nördlichen Brandenburg können die vier größten Solarparks Deutschlands 296 MW in das Stromnetz einspeisen (Stand 2012).

### Strukturwandel
Die Lausitz gehört zu den Regionen, die vom Kohleausstieg besonders betroffen sind. Der erforderliche Strukturwandel erfordert Konzeptionen und Förderung. Mehrere Verbände beschäftigen sich mit dem Strukturwandel in der Lausitz: Die Lausitzrunde aus 23 Bürgermeistern und Amtsdirektoren stellte Forderungen an die Politik. Auf Initiative der Handelskammer Cottbus wurde die Innovationsregion Lausitz GmbH gegründet, die innovative Projekte und Ideen bündelt und weiter entwickelt. Die Wirtschaftsregion Lausitz GmbH (ehemals Energieregion Lausitz-Spreewald GmbH), eine interkommunale Wirtschaftsförderung mit Cottbus und fünf Landkreisen in Brandenburg und Sachsen, bringt als Regionalpartner des Bundes modellhafte Maßnahmen in die Umsetzung und erarbeitete im Projekt Zukunftswerkstatt Lausitz ein gemeinsames Leitbild sowie eine klare Entwicklungsstrategie für die Region. Diese wurde Ende 2020 als „Entwicklungsstrategie Lausitz 2050“ veröffentlicht.

### Verkehr

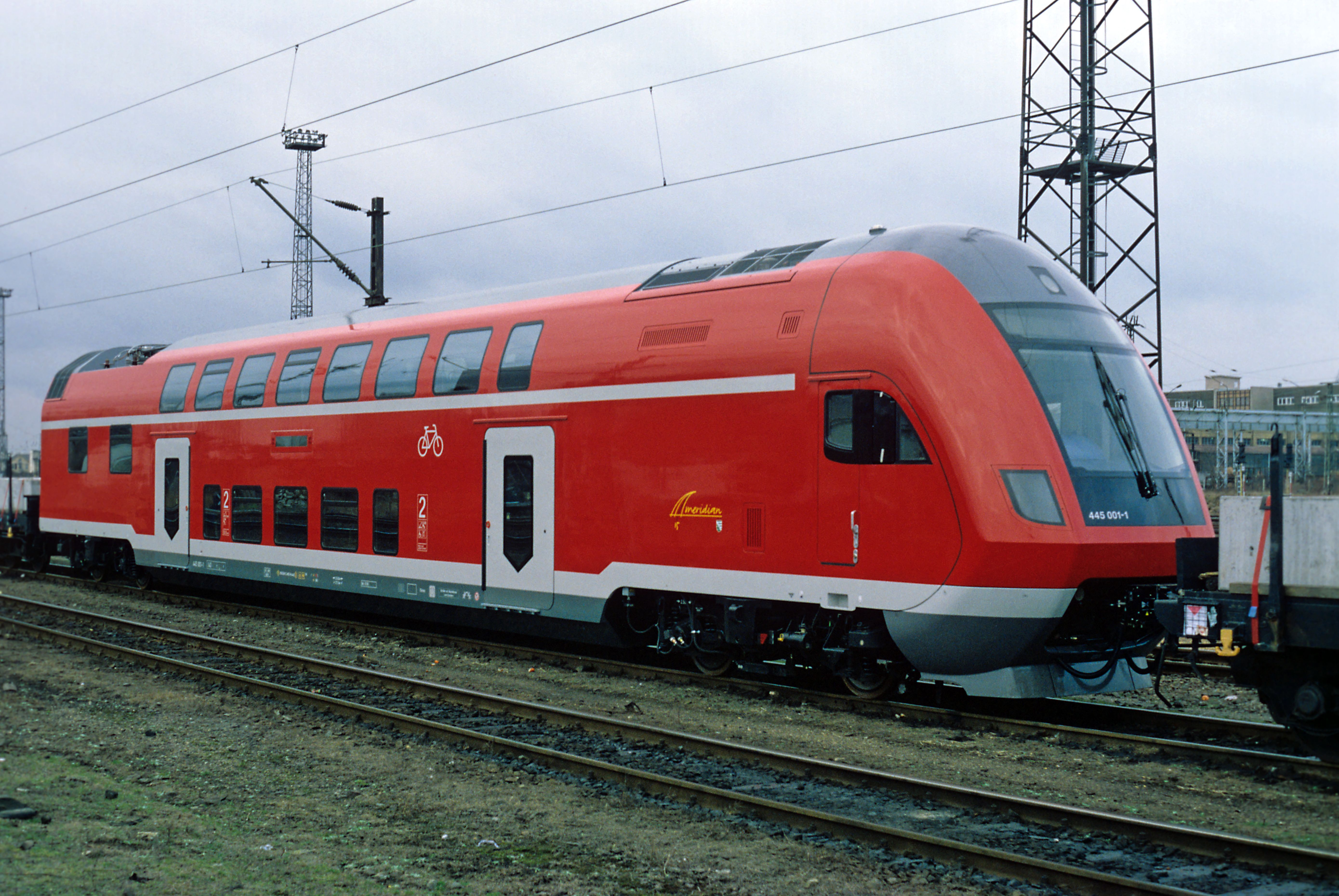
Prototyp eines Doppelstocktriebwagens aus dem Waggonbau Görlitz

Hauptverkehrsachse war die Via Regia, die zwischen Königsbrück und Lauban die Lausitz von West nach Ost durchzog.
Während der industriellen Revolution entwickelten sich die durch die Lausitz führenden Bahnlinien zu wichtigen Hauptverkehrsachsen in Deutschland:
- Nord-Süd: Berlin–Cottbus–Görlitz, Berlin–Dresden
- West-Ost: Dresden–Bautzen–Görlitz–Breslau, Halle–Cottbus
- West-Nordost: Frankfurt/M.–Leipzig–Cottbus–Königsberg

Im neuen europäischen Verkehrssystem erhalten sie nach den Planungen der EU und gemäß dem aktuellen Bundesverkehrswegeplan ihre alte Bedeutung zurück.
Für den motorisierten Durchgangsverkehr verlaufen die Autobahnen A 4 (Dresden–Breslau) und A 15 (Berlin–Breslau, in Polen: A 18) in West-Ost-Richtung sowie die A 13 (Dresden–Berlin) in Nord-Süd-Richtung.

### Tourismus
Das Lausitzer Seenland und die existierenden Schlösser und Parks bilden eine Basis für den Tourismus in der Lausitz. Zur Verbesserung der Förderung und Vermarktung haben sich grenzübergreifend neun Parks zum Europäischen Parkverbund Lausitz zusammengeschlossen. In dieselbe Richtung weist die Fusion der Tourismusverbände Niederlausitz und Lausitzer Seenland zur Tourismusregion Lausitz.

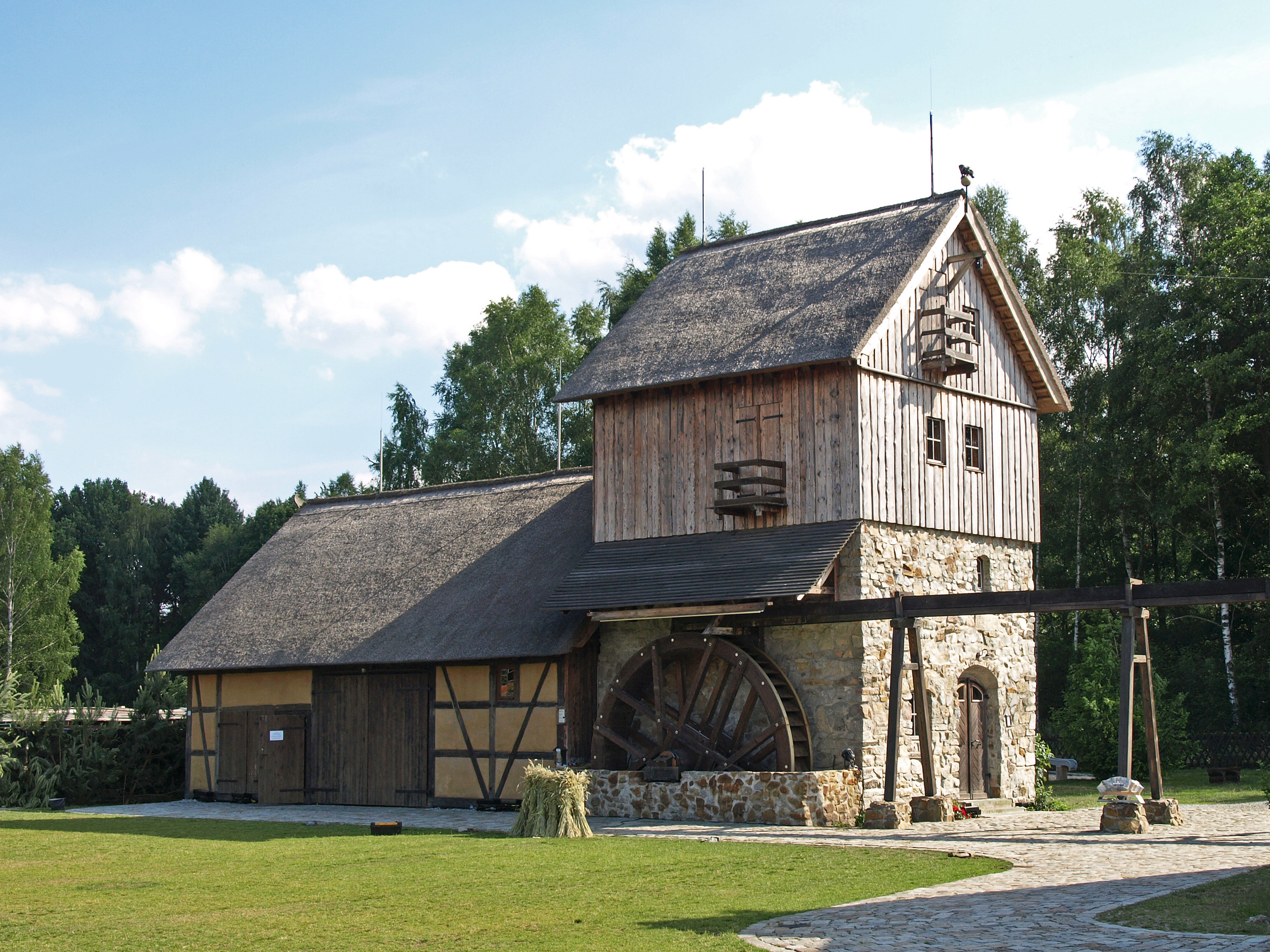
Krabatmühle in Schwarzkollm
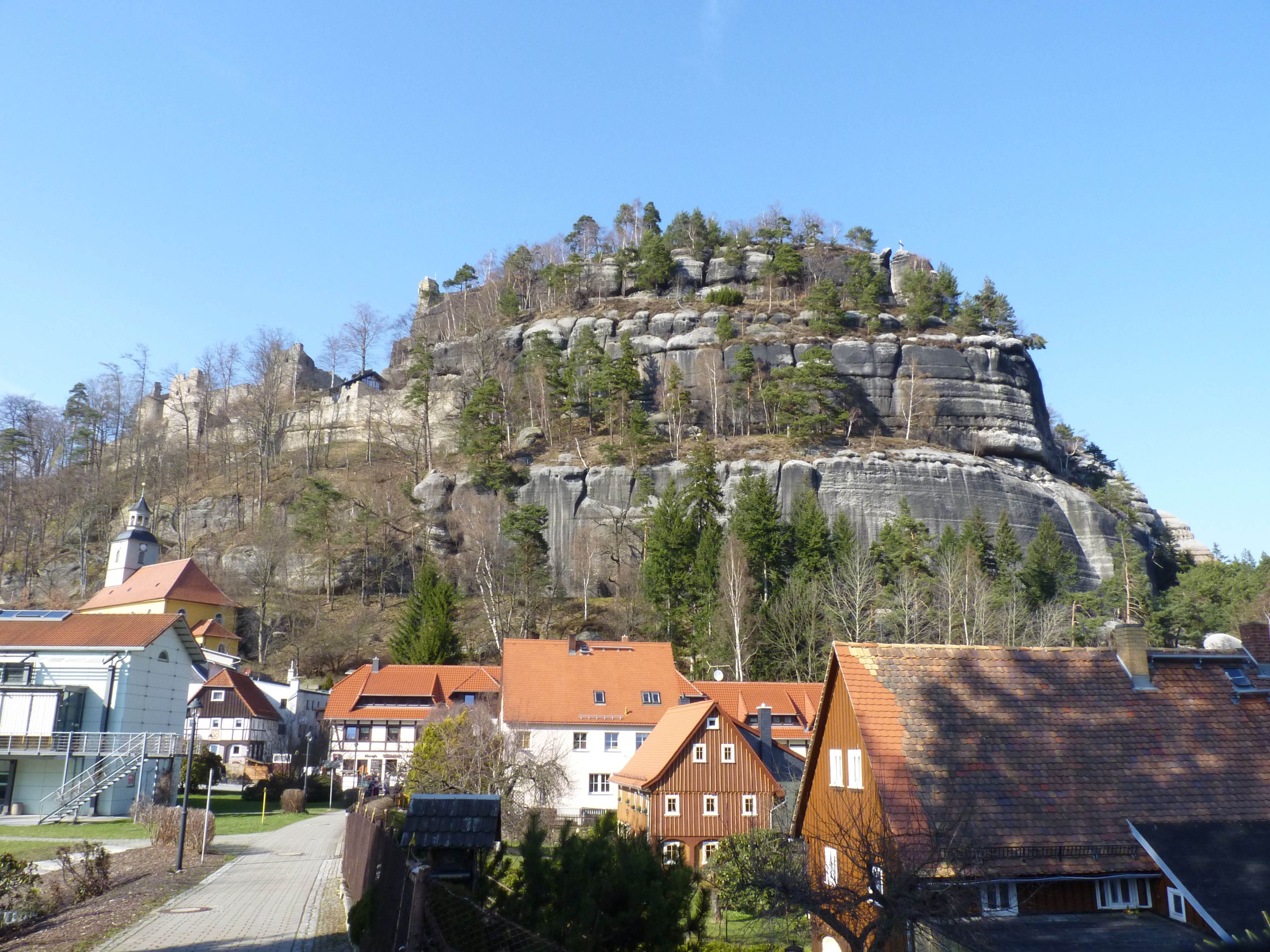
Umgebindehäuser in Oybin mit dem gleichnamigen Berg und einem Teil der Klosterruine
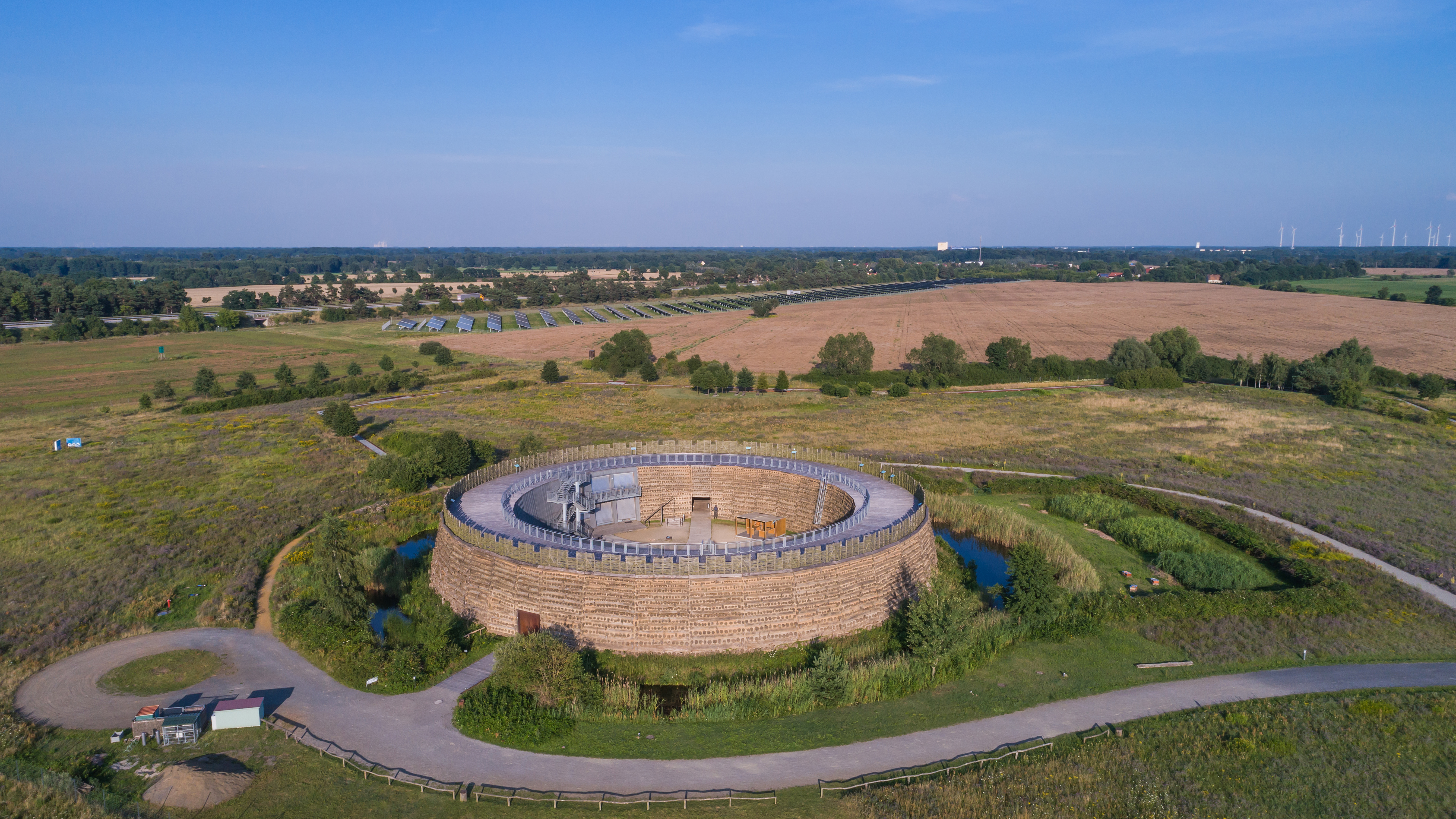
Slawenburg Raddusch
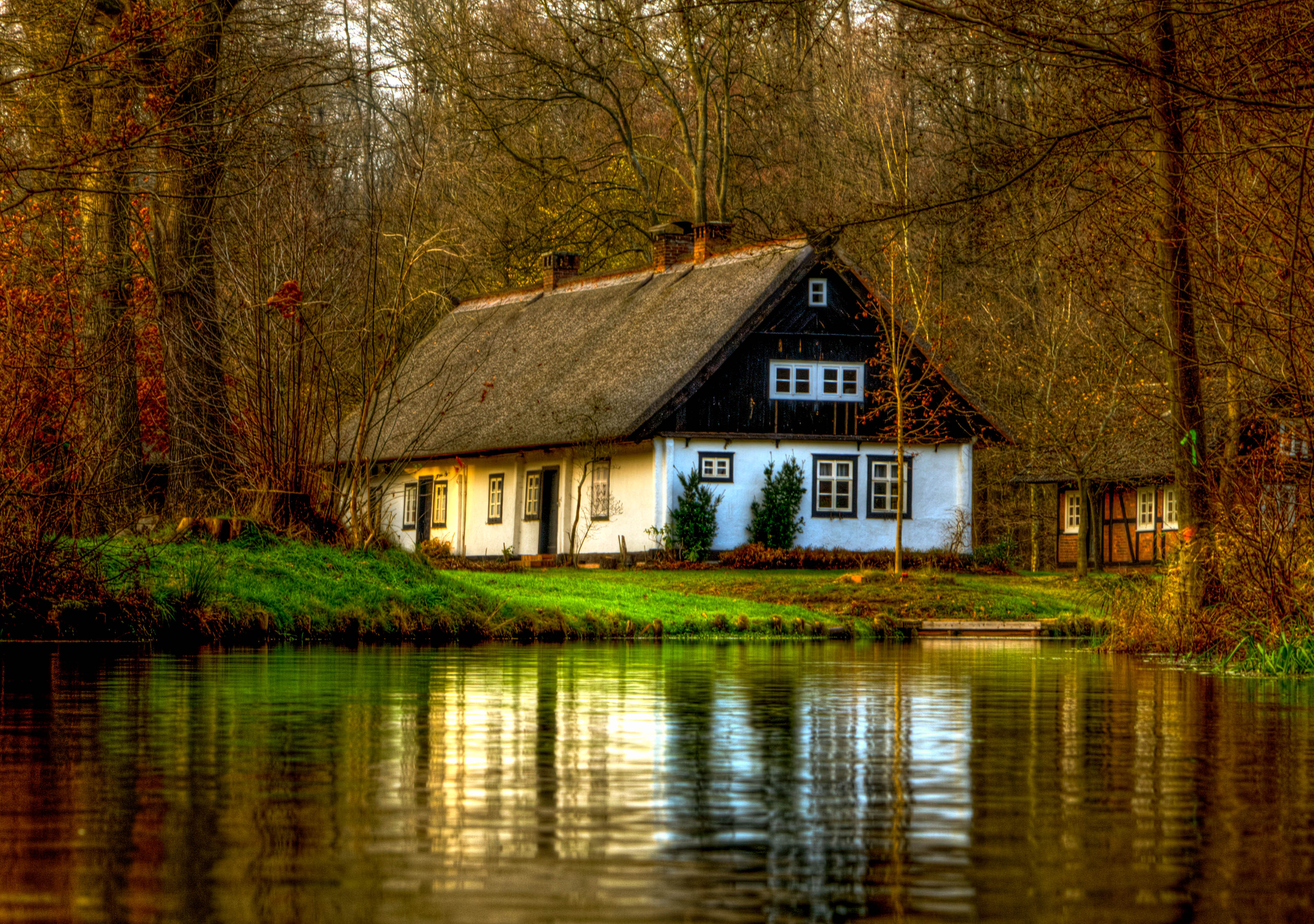
Im Spreewald
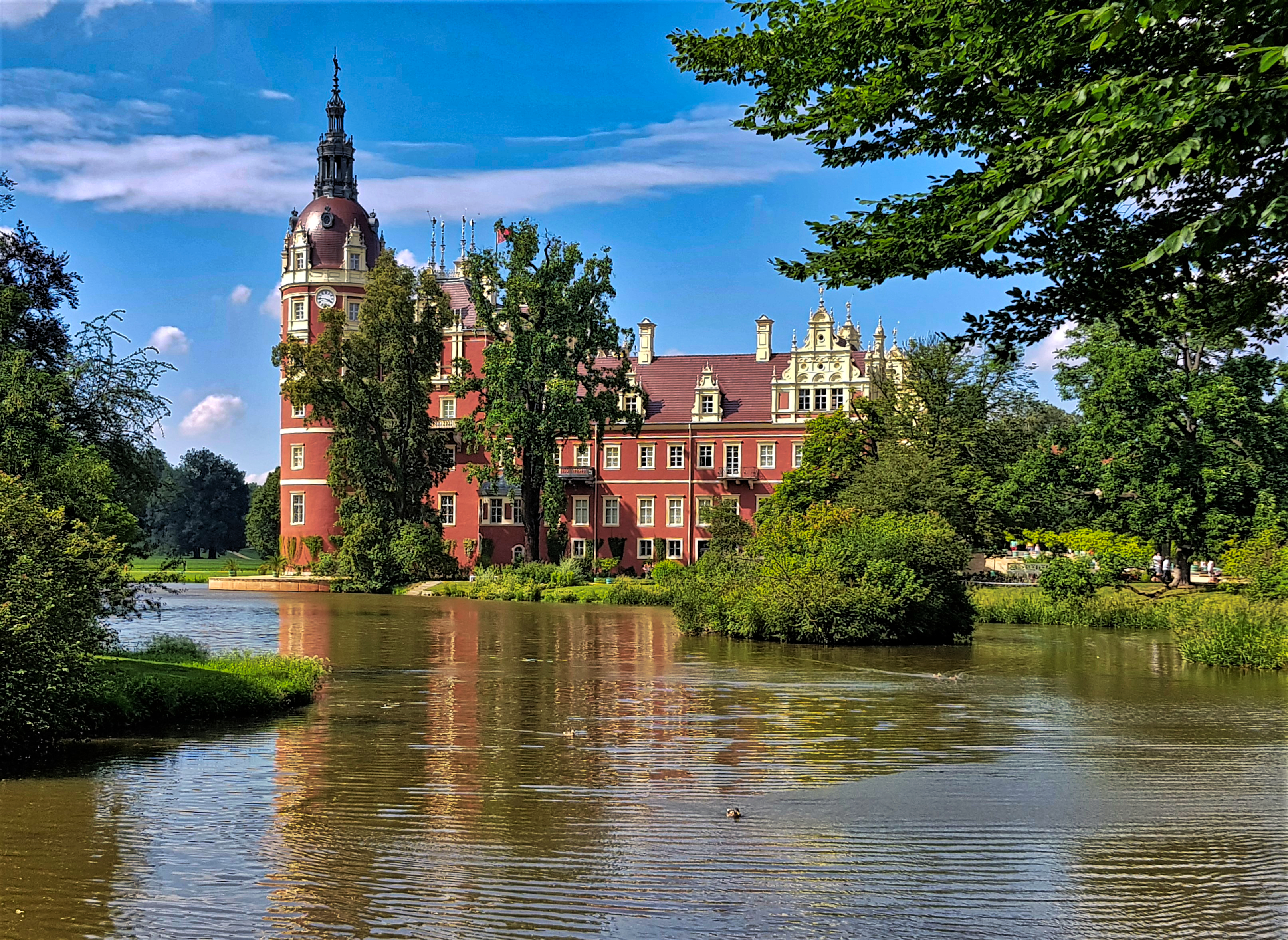
Fürst-Pückler-Park Bad Muskau
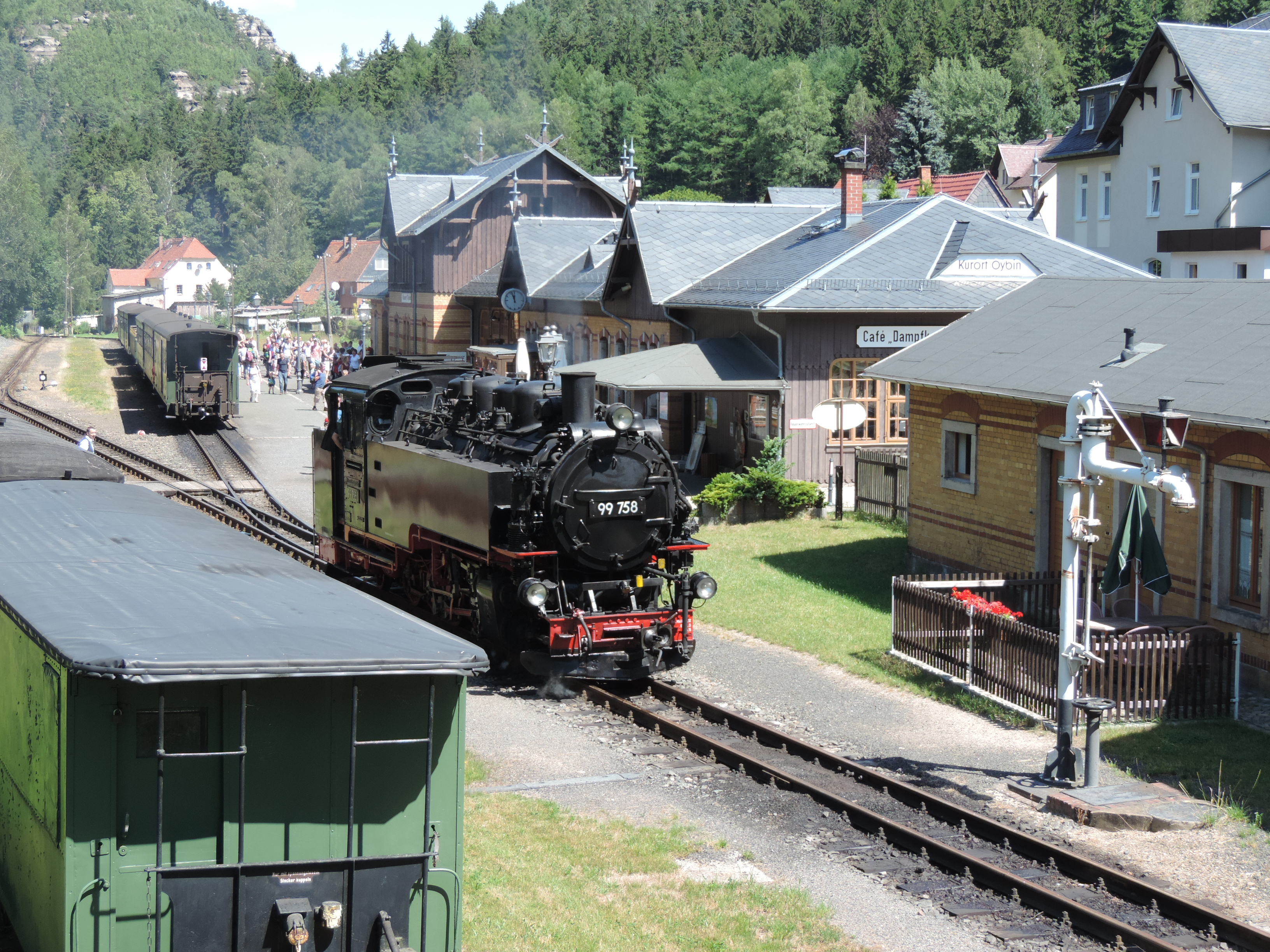
Zittauer Schmalspurbahn
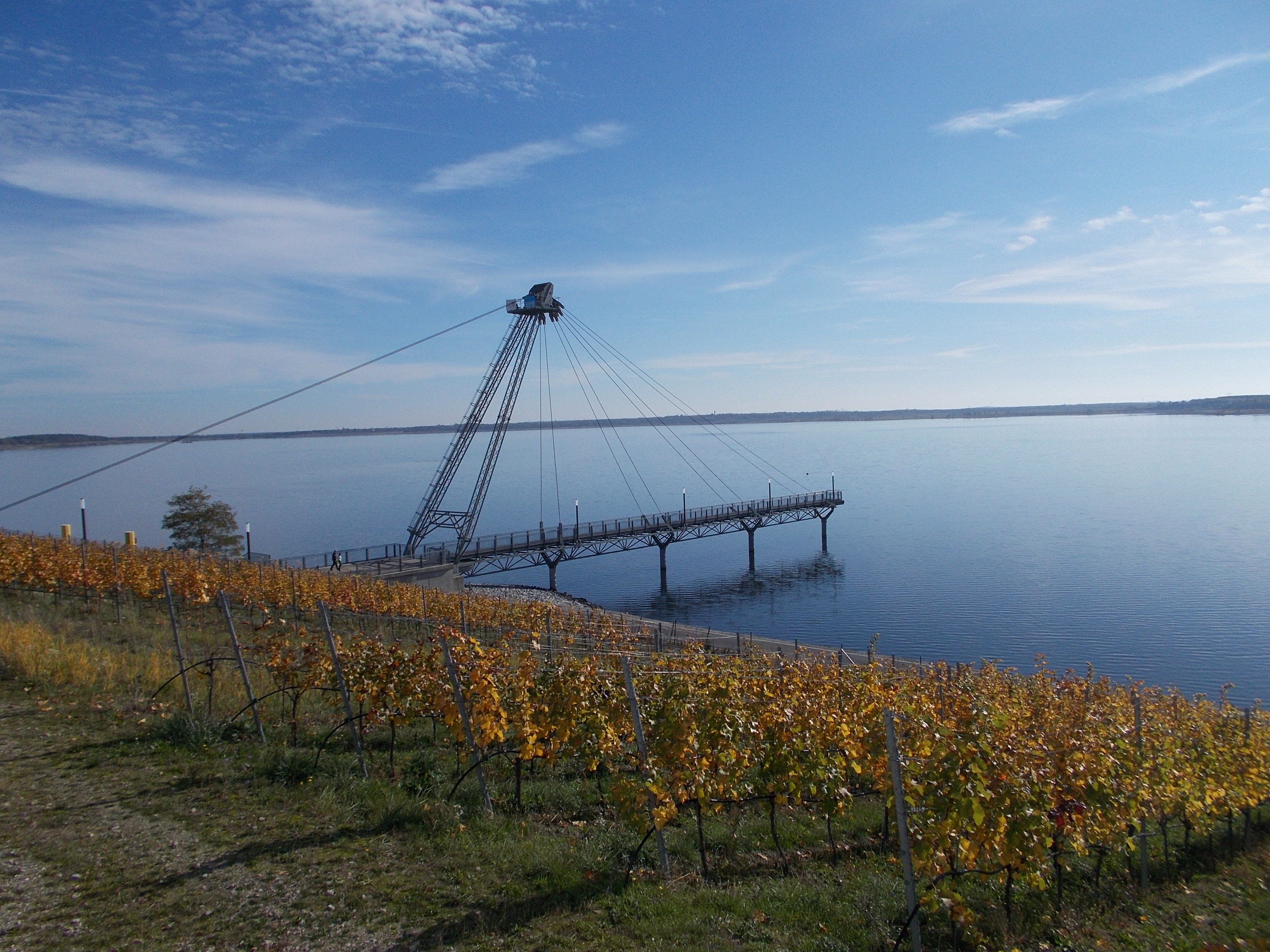
Großräschener See mit Weinanbau im Lausitzer Seenland
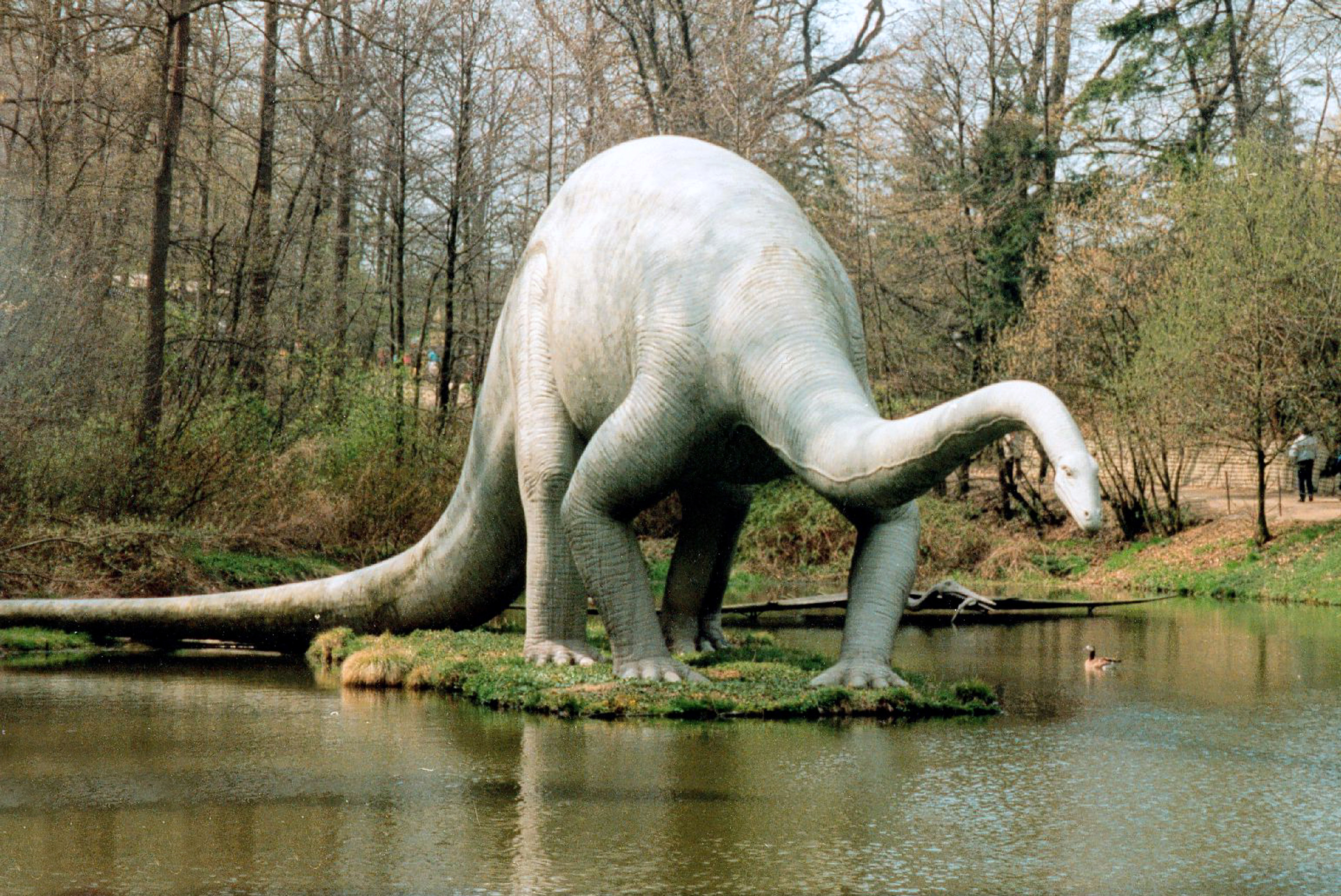
Saurierpark Kleinwelka

## Bildung und Forschung

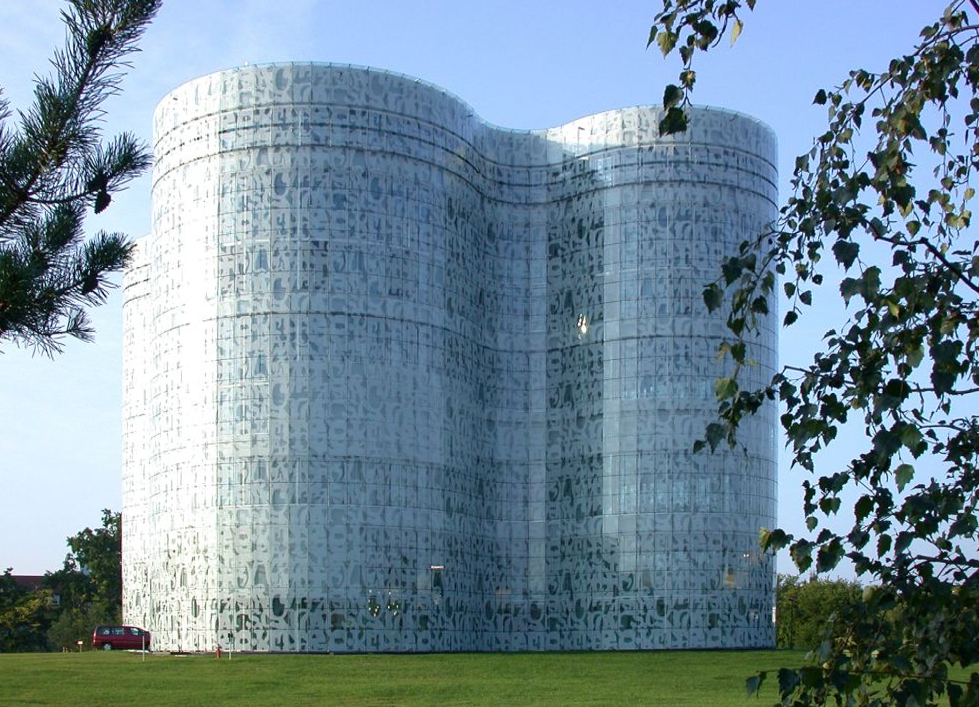
Bibliothek der BTU Cottbus-Senftenberg in Cottbus

In der Lausitz gibt es vier Hochschulstandorte:
- Brandenburgische Technische Universität Cottbus-Senftenberg
- Hochschule Zittau/Görlitz mit zwei Standorten in Görlitz und Zittau, die Neisse University und das IHI-Zittau

Industrie- und Hochschulforschung konzentrieren sich in der Lausitz auf die Gebiete:
- Biotechnologie (Senftenberg)
- Chemie (Schwarzheide)
- Energietechnik und -wirtschaft (Cottbus, Senftenberg, Zittau)
- Fahrzeugentwicklung (Schiene: Görlitz, Elektromobilität Shell Eco-Marathon: Senftenberg)
- Informatik (Cottbus, Senftenberg, Görlitz)
- Luft- und Raumfahrt (Cottbus)
- Logistik (Cottbus, Senftenberg, Zittau)
- Mikroelektronik (Cottbus, Senftenberg)
- Schwimmende Bauten (IfSB in Cottbus)
- Sozialwesen (Görlitz, Senftenberg)
- Umweltwissenschaften/-technik (Cottbus, Senftenberg, Zittau)
- Werkstoffforschung (Cottbus, Senftenberg, Zittau)
- Forschungsinstitut für Bergbaufolgelandschaften (Finsterwalde)

## Festivals
Seit 1995 findet das Internationale Folklorefestival Lausitz statt. Seit 2020 findet das Lausitz Festival statt. Seit 2022 finden in Lieberose die Lausitzer Fototage statt.

## Geschichte

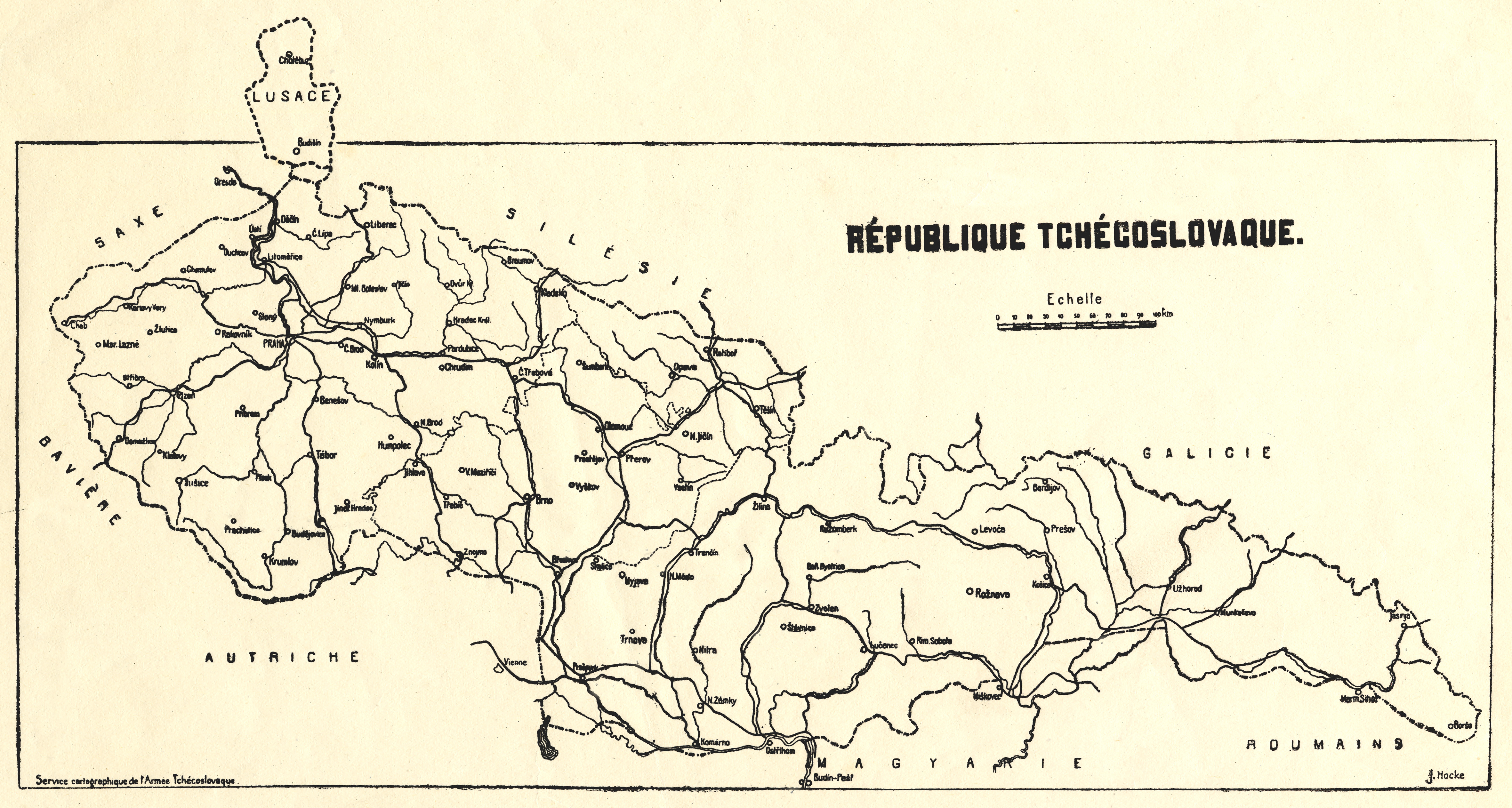
Vorschlag einer autonomen bzw. an die Tschechoslowakei angegliederten Lausitz 1919/1920.

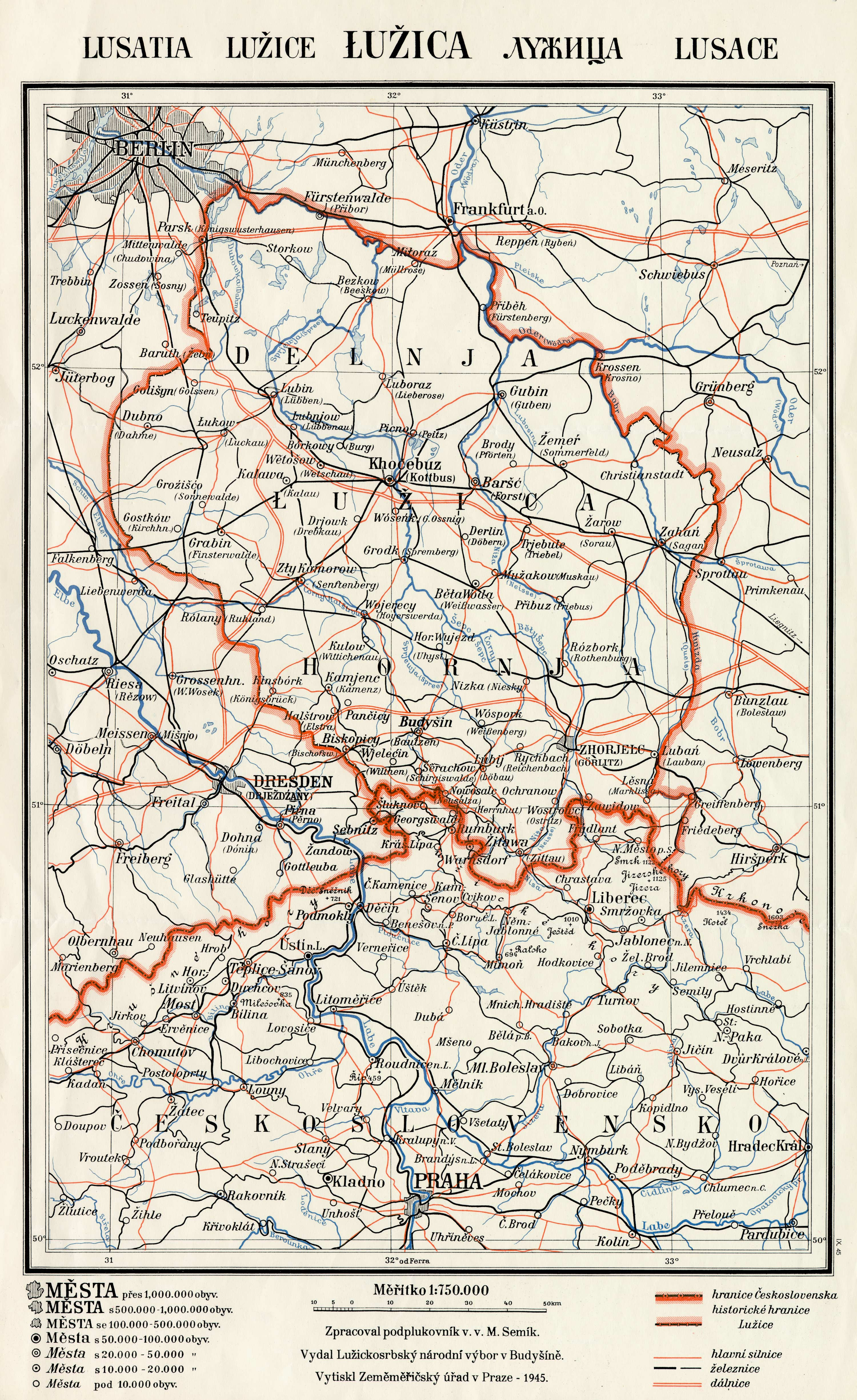
Vorschlag des Sorbischen Nationalausschusses für eine unabhängige Lausitz (1945)

Als „Lausitzen“ wurden früher zwei verschiedene aneinandergrenzende Länder bezeichnet. Gegenwärtig wird häufiger der Singular Lausitz für beide Regionen gemeinsam verwendet, obwohl er eigentlich nur für das Land der Lusitzi – die Niederlausitz (Mark Lausitz) – galt, während die Oberlausitz, das Land der Milzener, noch andere Namen, zum Beispiel Sechsstädteland, führte und erst seit Ende des 15. Jahrhunderts ebenfalls so heißt. Die Geschichte beider Länder weist viele Parallelen auf. Aufgrund der Tatsache, dass beide Teilregionen aber eigene Teilstaaten waren und teilweise erheblich unterschiedliche Entwicklungen nahmen, sollte jedoch in der Regel eine getrennte Betrachtung erfolgen. 1816 kam die vom Königreich Sachsen abzutretende nordöstliche Hälfte der Oberlausitz zur preußischen Provinz Schlesien.
Nach dem Ersten Weltkrieg gab es von sorbischer Seite Bestrebungen für einen Lausitzer Freistaat. Zwischen dem Ende des Zweiten Weltkriegs und der Gründung der DDR forderte der Sorbische Nationalrat – ein Gremium aus der im Mai 1945 wieder gegründeten Domowina (Dachverband der Sorben der Ober- und Niederlausitz) und dem in Prag ansässigen Sorbischen Nationalausschuss – die Unabhängigkeit der Lausitz bzw. ihren Anschluss an die Tschechoslowakei.
Bei den Verhandlungen zum Einheitsvertrag wurde von Vertretern der Domowina gefordert, die gesamte Lausitz Sachsen zuzusprechen. Nach Volksbefragungen in den Kreisen Senftenberg, Hoyerswerda und Bad Liebenwerda wurden, teils entgegen den Ergebnissen, nur der Kreis Hoyerswerda und der Kreis Weißwasser sächsisch. Regionalistische Bestrebungen im Zuge der Länderneugliederung von 1990 (Initiative „Für eine ungeteilte Lausitz“) fanden kaum Widerhall.
Spremberg (Grodk) war von 1871 bis zum Inkrafttreten des Versailler Vertrags 1920 ein geographischer Mittelpunkt des Deutschen Reiches. Ein Gedenkstein im Ort gibt Auskunft darüber.
Unter nationalsozialistischer Herrschaft wurden zahlreiche sorbischstämmige Ortsnamen durch neue deutsche Namen ersetzt. Diese Umbenennungen wurden nach dem Zweiten Weltkrieg zumeist wieder rückgängig gemacht.

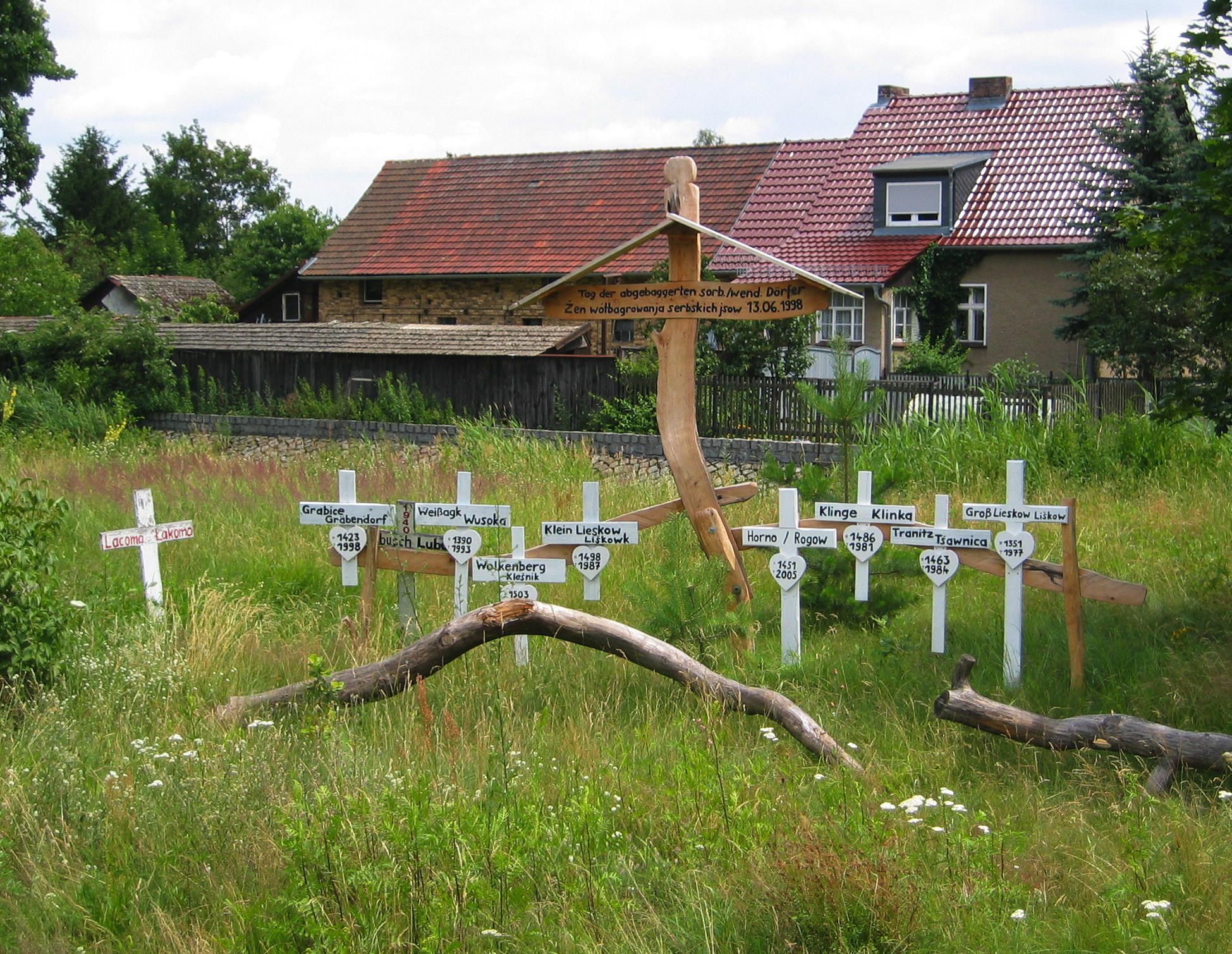
Kreuze am Ortseingang von Lakoma erinnern an die abgebaggerten Lausitzdörfer

Die Lausitz war das Energiegewinnungszentrum der DDR und behielt nach der Wende zunächst ihre überregionale Bedeutung als Energielieferant. Zum einen geschah dies durch die Nutzung des Lausitzer Braunkohlenvorrates entlang des Lausitzer Grenzwalls, zum anderen heutzutage durch die Errichtung von Windkraftanlagen, durch Solarkraft und Biomasse. In den 2020er Jahren sind noch vier Braunkohletagebaue aktiv: Jänschwalde und Welzow-Süd in der Niederlausitz sowie Nochten und Reichwalde in der Oberlausitz. Dem Braunkohletagebau mussten in den vergangenen 100 Jahren, vor allem aber nach 1950, fast 26.000 Menschen und dutzende Orte weichen. Durch den Kohleausstieg bis 2038 und den damit verbundenen Wegfall des Braunkohleabbaus kommen auf die Lausitz weitreichende Strukturveränderungen zu.
Die Tagebaurestlöcher werden in der Regel mit Wasser aufgefüllt, wodurch bis Ende der 2020er Jahre die Seenplatte Lausitzer Seenland entsteht.

## Filmdokumentation
- DEFA-Dokumentarfilm Die Schmerzen der Lausitz, Regie: Peter Rocha (1989/1990), u. a. mit Gerhard Gundermann, Jurij Koch, Otto Rindt und Heinjak Strittmatter (Bruder von Erwin Strittmatter)[18][19]
- Wildes Deutschland: Die Lausitz. Deutsche TV-Dokumentation (2012) von Henry M. Mix, 44 Minuten.